# 岩本信行

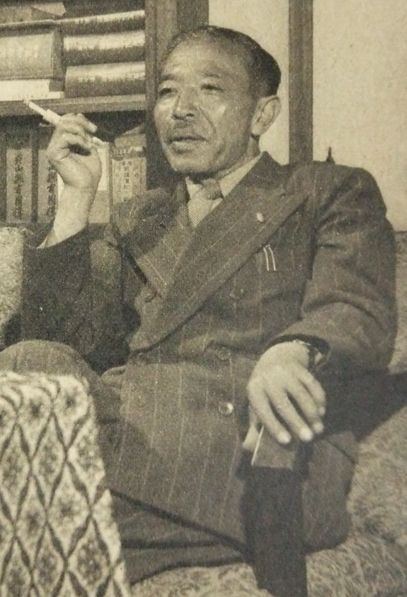
1953年

岩本 信行（いわもと のぶゆき、1895年3月2日 – 1963年4月5日）は、日本の政治家。国務大臣、衆議院副議長（第34・35代）、衆議院議員（5期）。位階は正三位、勲等は勲一等。

## 来歴・人物
神奈川県高座郡大野村上鶴間（現相模原市南区）に、農業・岩本次左衛門の長男として生まれる。小学校を卒業後、東京府南多摩郡忠生村（現東京都町田市）にあった漢学塾・尚絅塾で学ぶ。大野村役場書記、高座郡書記を経て家業の農業に専念し、また養蚕組合を設立して組合長になったり、青年団長を務めるなど、地域の世話役的活動を積極的に行った。
大野村会議員（1922年）を経て、1928年神奈川県会議員に当選し、1946年まで選出される。またこの間県会議長を計3回・通算7年9ヶ月間務めた。この他県内の各種農業団体の役員も兼任し、相模原灌漑事業の推進や地元特産の養蚕業の振興、地域農民の福祉・厚生の拡充に尽力した。
1946年、第22回衆議院議員総選挙に日本自由党から旧神奈川全県1区（大選挙区制）にて立候補し当選する。以後当選5回。1947年衆院議員選挙法改正特別委員長として、野党議員の暴行を受けつつも改正案を可決させ、中選挙区制再導入の運びとなった。この時の活躍振りが吉田茂の目に留まり、1948年第2次吉田内閣にて国務大臣（地方財政委員会委員長）として入閣する。また1949年～1953年には衆議院副議長として幣原喜重郎、林譲治、大野伴睦の各議長をサポートし、かつての名県会議長としての経験を活かして本会議を運営、その手堅さが高く評価された。
その後は自由民主党相談役などを務める。また1958年「在日朝鮮人帰国協力会」が結成されると、小泉純也らとともに3人の代表委員の一人となった。1960年の第29回衆議院議員総選挙で落選し、政界から引退する。
1963年4月5日、死去した。68歳没。同日、特旨を以て位記を追賜され、死没日付をもって正三位勲一等に叙され、瑞宝章を追贈された。